# Baeoura angustilobata
Baeoura angustilobata är en tvåvingeart som först beskrevs av Alexander 1937.  Baeoura angustilobata ingår i släktet Baeoura och familjen småharkrankar. Inga underarter finns listade i Catalogue of Life.